# علي مردان خان
| خان لورستان               |                                                                    |
|                           |                                                                    |
| علي مردان خان والي پشتكوه |                                                                    |
| السابق                    | علي شاه ويردي خان الثاني (الخان السادس لبلاد اللور من أسرة الولاة) |
| ولاية العهد               | غير محدد                                                           |
| فترة الحكم                | من 1718م - 1720م (تقريباً) إلى 1739م                                |
| اللاحق                    | إسماعيل خان                                                        |
| اللقب                     | حاكم كهكيلوية خان لرستان وبروجرد حاكم البصرة فاتح بغداد            |
| حياته                     |                                                                    |
| مكان الوفاة               | ولاية سيواس العثمانية                                              |
| الأب                      | الحسين خان الثاني                                                  |
| خانات لورستان             |                                                                    |

علي مردان خان بن الحسين خان الثاني بن احمد منوجهر خان بن الحسين خان الأول الأكبر العلوي. سابع خانات وولاة أقاليم بشتكوه وبروجرد وبلاد اللور من عائلة ولاة لرستان.

## حياته وحكمه لمقاطعةكهكيلويةومدينةالبصرة
ولد علي مراد خان خلال أواخر القرن السابع عشر في قصر فلك الأفلاك بالعاصمة اللورية (خرم آباد) وكان للأمير علي مردان عدة إخوة من والده الحسين خان الثاني، منهم شقيقه الأكبر الأمير (علي شاه ويردي خان الثاني) والأمير (البصير خان) لذلك كانت المنافسة بين الإخوة الأمراء تشتد يوماً بعد آخر، خصوصاً أواخر أيام حكم والدهم الحسين خان.
خلال حياة علي مردان خان السياسية المُبكرة، ولفترة مُعينة، كان حاكماً لمقاطعة كهكيلوية اللرية. قام الشاه (سلطان حسين الأول الصفوي) بإنتخاب علي مردان خان كأمير على مدينة البصرة سنة 1697م ولمدة عام، وذلك بعد انتصار الدولة الصفوية في معركة البصرة 1697م يوم 26 مارس من نفس السنة تحت قيادة علي مردان خان نفسه.

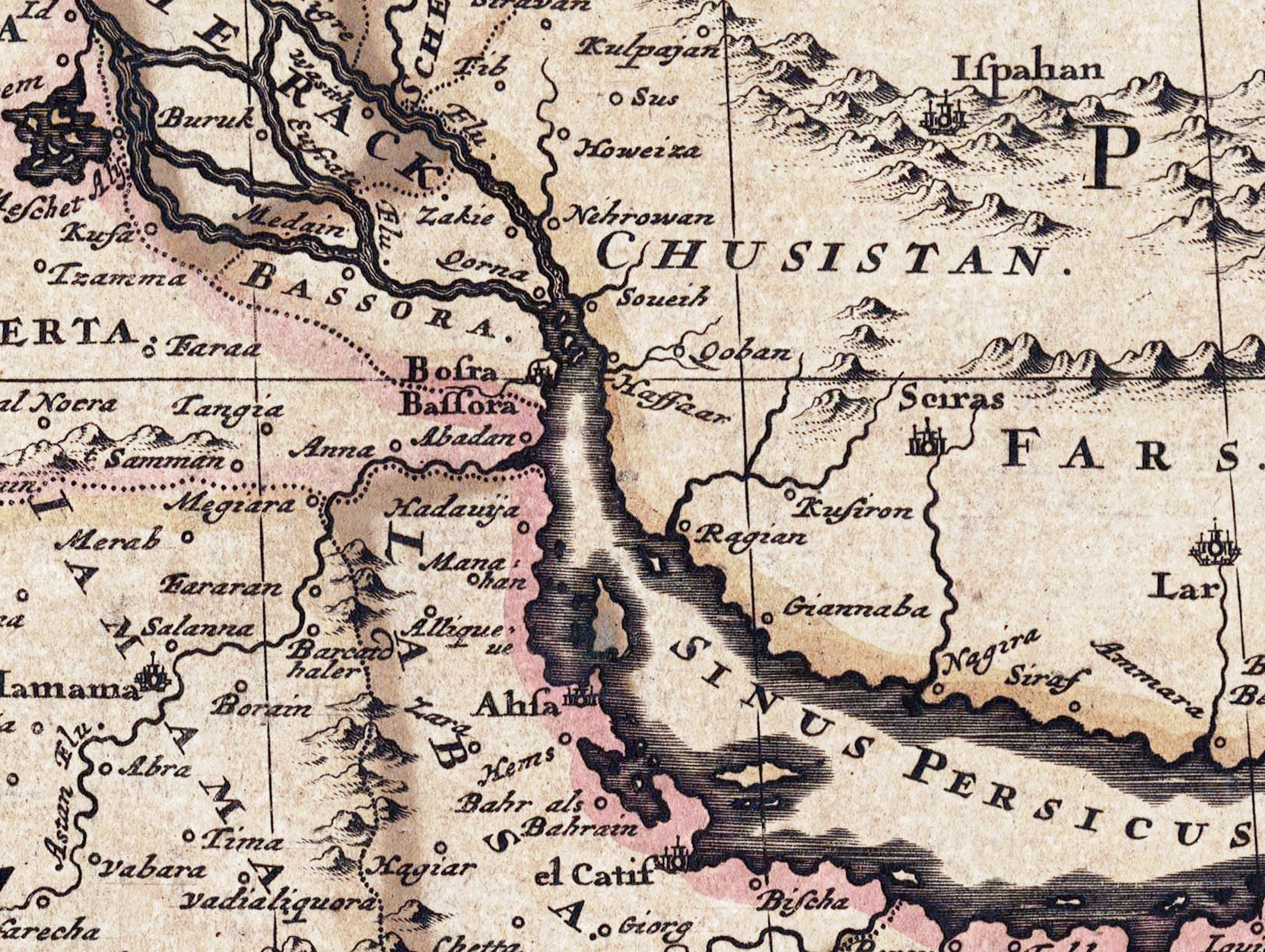
تظهر البصرة على خريطة من عام 1688م، أنشأها جوستوس دنكيرتس (نقاش ورسام هولندي)، أي قبل 9 سنوات فقط من حكم علي مردان خان لها

بعد وفاة الخان الحسين الثاني في خرم آباد، حصلت منافسة شديدة على خلافته بالحكم بين الأمير علي شاه ويردي خان والأمير علي مردان خان لكن بمساعدة شاه الدولة الصفوية سلطان حسين الأول الصفوي ودعم من جيوش القزلباش للأمير علي شاه ويردي خان، تمكن الأمير من الوصول للحكم والتغلب على شقيقه علي مردان خان.

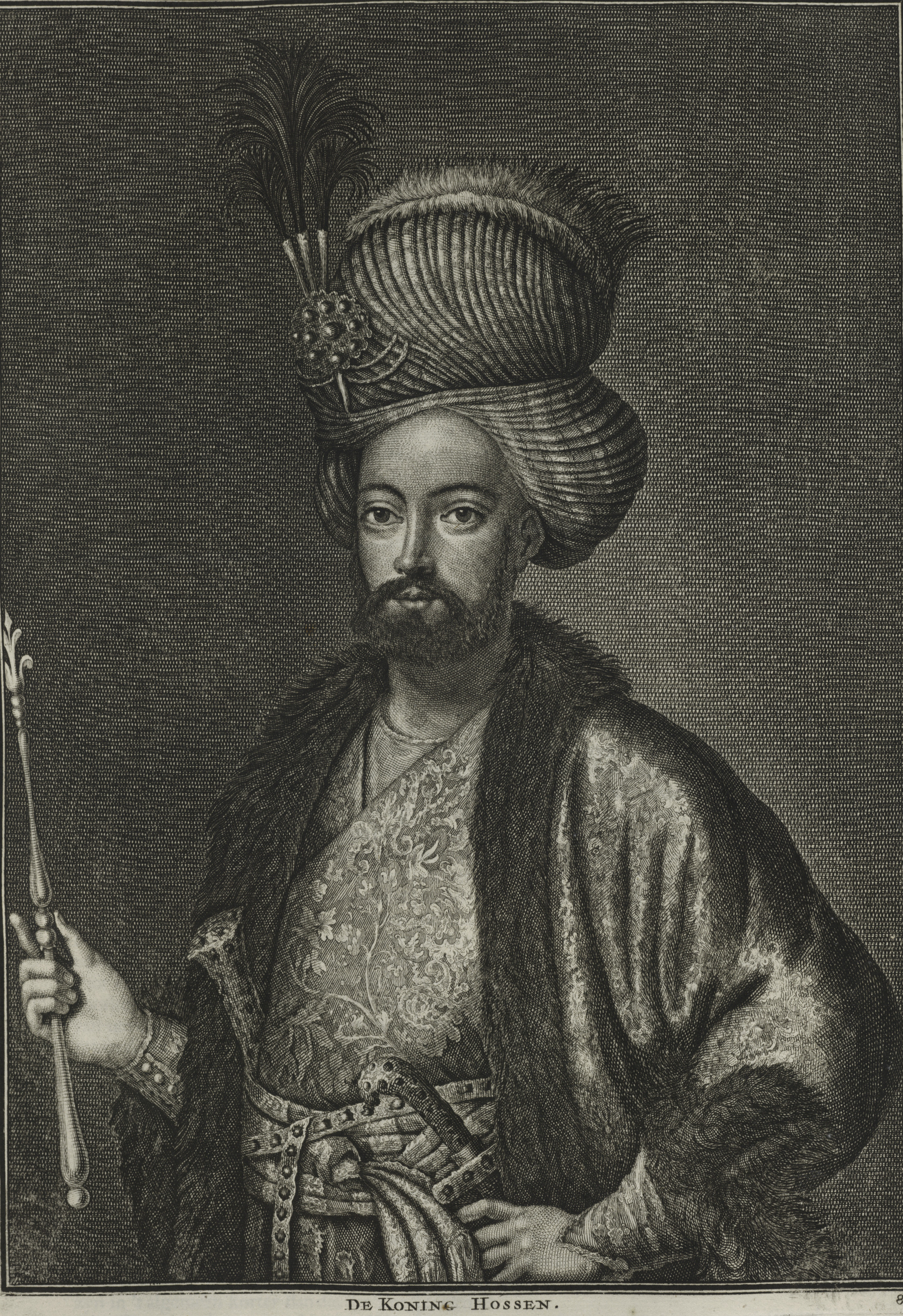
شاه حسين الأول الصفوي، شاه إيران وملك الدولة الصفوية (الرسم بواسطة كورنيليس دي بروين)

بعد أن تمكن علي شاه ويردي خان الثاني من الوصول للحكم، ألقى القبض على شقيقه علي مردان خان ووضعه قيد الإقامة الجبرية في سجن (كرمان) الواقع بأحد اطراف ضواحي بلاد اللور (لورستان).
بعد فترة من تنصيب علي شاه ويردي خان الثاني على حكم اللور، قام محمود شاه هوتاكي (حاكم دولة الأفغان الهوتاكيين) بالهجوم على إيران ووصل إلى أعتاب العاصمة الصفوية أصفهان، لذلك خرج الخان علي شاه ويردي خان الثاني على رأس جيشه متجهاً إلى الجبهة الصفوية الهوتاكية لدعم السلطان الصفوي ضد الهوتاك الذي كانوا يرومون السيطرة على إيران بأكملها بما فيها أقاليم اللور.
وخلال انشغال الخان اللوري والسلطان الصفوي بالحرب، تمكن الأمير علي مردان خان من الهروب من سجن كرمان، وثم اتجه إلى العاصمة خرم أباد مستغلاً غياب شقيقه الوالي.

## انقلاب علي مردان خان وتوليه الحكم
بعد وصول الأمير علي مردان خان إلى خرم أباد، استغل غياب شقيقه الوالي، فأخذ يجمع حوله الأعوان والأتباع والعسكر هناك، حتى تكونت لديه قوة كافية للتمرد والانقلاب، تزامن ذلك بعودة شقيقه علي شاه ويردي خان الثاني إلى لورستان بعد ان خسر الصفويين وحلفائهم الحرب لصالح الأفغان، والذي تفاجئ بوصول شقيقه علي مردان للعاصمة وإعلان العصيان ضده.
بعد أن نجح انقلاب علي مردان خان، قام بإلقاء القبض على شقيقه علي شاه ويردي خان الثاني، وأصدر الأوامر بعزله نهائياً ومن ثم أمر بسمل عينيه (وهي عقوبة معروفة للنبلاء في دول عديدة في التاريخ مثل الدولة العباسية والدولة الصفوية لمنع الأمير أو الرجل النبيل من تولي الحكم مرة أخرى)؛ لذلك أصبح علي شاه وردي خان الثاني يُلقب بعد عزله بـ (گور علي شاه وردي خان) بما معناه باللغة العربية (علي شاه ويردي خان الأعمى).
لذلك أعلن الأمير علي مردان خان نفسه حاكماً على لورستان بدلاً عن شقيقه المخلوع. وفي سابقة هي الأولى من نوعها، نصب الأمير علي مردان نفسه حاكما على بلاد اللور من دون أي موافقة أو ايعاز من حكومة الشاه، إلا أنه ولإثبات وفاءه وحسن نيته، أعاد علي مردان خان هيكلة العسكر، واتجه على رأس تلك العساكر إلى اصفهان لصد الغزو الهوتاكي.

## بداية حكمه
بعد أن نصب علي مردان خان نفسه حاكماً على بلاد اللور، أعاد هيكلة الجيش، واتجه على رأس جيشه إلى عاصمة بلاد فارس (أصفهان) لدعم الشاه وصد العساكر الأفغانية، وبالفعل التحم جيش الوالي بعدة معارك مع الهوتاكيين، إلا أن النتيجة عسكرياً كانت لصالح الهوتاك، ومني جيش الخان بالكثير من الخسائر.
لذلك عاد علي مردان خان إلى مركز حكمه في خرم آباد.

## محاولة صد الأفغان
بعد أن خسر الخان حربه مع الأفغان الهوتاكيين، عاد إلى لورستان إلا ان عزيمة الوالي الجديد لم تخور أبداً، بل جمع بين اللور وقبائل البختيار للعداوة المستفحلة بين الجانبين وتمكن من تكوين قوة عسكرية كبيرة للغاية، واتجه على رأس تلك العساكر إلى الجبهة الهوتاكية مرة أخرى، بالرغم من النجاح في صد الأفغان عن لورستان، إلا أن جيش الوالي خسر الحرب ميدانياً فعاد الوالي مرة أخرى إلى خرم آباد.

## الخلاف مع أخيه الأمير البصير
بعد أن عاد الخان علي مردان خان إلى خرم آباد، فهم ان أخاه البصير خان قد الب الناس ضده مستغلاً غيابه عندما كان على رأس جيشه في أصفهان على الجبهة. تزامنت عودة الوالي علي مردان خان بانطلاق أخيه البصير خان من لورستان على رأس اتباعه لدحر الهوتاك الأفغان وذلك لكي يبرهن على عدم لياقة شقيقه الخان في الحروب والمعارك، ورغم ذلك خسر الأمير البصير الحرب لصالح الأفغانيين، لذلك عاد إلى خرم أباد وكان له شقيقه الوالي علي مردان خان بالمرصاد، حيث تم إعدام البصير خان بتهمة الخيانة والتمرد.

## مصير الهوتاك
.

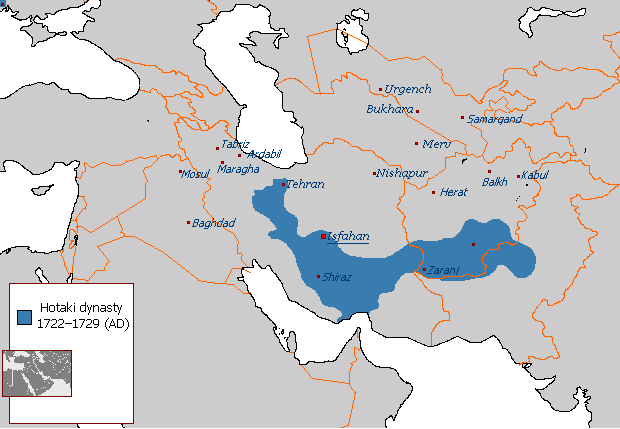
خارطة الدولة الهوتاكية بأقصى اتساع لها، وتظهر بلاد اللور (شرق العراق، غرب إيران) خارج سلطتهم

رغم أن جيش الولاة اللور خسر الحرب ميدانياً عدة مرات وبخسائر فادحة جداً، إلا أنه تمكن من صد الأفغان من دخول لورستان.
وتوجد العديد من الروايات التاريخية التي تدور حول الحرب مع الهوتاك فقيل أن الخان علي مردان في إحدى حملاته العسكرية تمكن من قتل ما يقارب من عشرة آلاف أفغاني خلال أسبوع واحد فقط.
الدولة الهوتاكية بحد ذاتها لم تدوم مجمل فترة حكمها سوى 30 عام، و3 سنوات فقط من هذه المدة كان الهوتاك في أقصى اتساعهم ذلك يعود إلى عدة أسباب اهمها هو تناحر حكام الدولة الهوتاكية فيما بينهم، لدرجة أصبح الإخوة والاعمام من عائلة الهوتاكيين يسفكون دم بعضهم البعض؛ ذلك صرف مقدرات الدولة الهوتاكية لدرجة أدت إلى سقوطهم نهائياً بعد أن دخل الإيرانيين إلى عاصمتهم قندهار عام 1738م.

## والي بغداد أحمد باشا يسير نحو لورستان
في عام 1725م قام أحمد باشا والي بغداد العثمانية بالمسير على رأس عساكره الانكشارية إلى أقصى شرق العراق، قاصداً بلاد اللور لضمها لولايته بما فيها عاصمة الخان (خرم آباد)، لكن عن طريق بعض العيون (المراقبين السريين) الذين عينهم الخان علي مردان خان في أقصى أطراف لورستان (بجزئها العراقي) وصلت الأخبار للخان بتحرك تلك العساكر، حتى قبل اقترابها من الحدود العراقية.
بعد ورود المعلومات فيما بعد للخان علي مردان بتعداد تلك العساكر وتسليحها عرف أنه من المستحيل مقاومة هذا الجيش ورده، الذي ما أن سيدخل لورستان ستسقط خرم آباد المدينة اللورية الأهم بيدهم وستنتهي حكومة الولاة تماماً لذلك فكر الحاكم اللوري باستراتيجية المعركة أكثر من القوة العسكرية ففي بادئ الأمر، أمر الخان رعيته من السكان اللور بمختلف طبقاتهم بترك مناطقهم، وأن يحملون أقصى ما يمكنهم حمله من موؤنهم وحلالهم وأموالهم والخروج بها من بلاد اللور اما الخان بدوره فقد ترك قصره وعاصمته وخرج منها مع جميع أفراد العائلة والحاشية والوزراء والقادة والعساكر اللورية، واتجه جنوباً وعسكر في منطقة خوزستان (الأحواز) قرب حلفائه العرب.

## سقوط لورستان والهجوم اللوري على ولاية بغداد العثمانية
بعد أن عسكر الخان في الأحواز بكل حاشيته وعساكره قام فيما بعد بالاجتماع مع وزير الحرب وباقي قادة جيشه وكذلك مع امراء العرب والبختيار لتدارس الموقف العسكري، في آخر الأمر أجمع رأي جميع القادة بما فيهم خان اللور على المسير والزحف لولاية بغداد واحتلالها مستغلين عدم وجود حامية عسكرية قوية في المدينة، وذلك لارغام الجيوش العثمانية على التقهقر والرجوع إلى عاصمتهم في العراق.
فيما بعد وصل الوالي العثماني أحمد باشا على رأس جيشه إلى العاصمة اللورية خرم آباد ودخلها بدون أي مقاومة، إلا أنه تفاجئ بخلو المدينة تماماً من أي غلات أو مؤون أو حتى أشخاص، لذلك حرم الجيش العثماني من أي غنائم.

## الوصول إلى ولاية بغداد واسترداد لورستان
بعد 6 أشهر من احتلال الباشا العثماني لبلاد اللور أكمل الخان علي مردان خان المتواجد في خوزستان هيكلة جيشه، وانضم جيش البختيار تحت قيادته إضافة إلى جيوش حلفائه العرب، لذلك تكونت تحت قيادة الخان جيش كبير، فسار الخان مع رجال حكومته وحاشيته على رأس ذلك الجيش، حتى أنه قيل أن علي مردان خان اصطحب معه عائلته في هذه الحملة بما فيهم اختيه.
تقدم الخان من خوزستان إلى شرق العراق، وفتح بعض القرى والمدن، ووصل إلى ضواحي جنوب ولاية بغداد، وسيطر مؤقتاً على كثير من نواحي جنوب بغداد وتمكن من الوصول إلى سور بغداد، بعد أن سمع الباشا المتواجد في لورستان هذه الأخبار عجل بترك لورستان واتجه على رأس جميع عساكره عائداً إلى ولايته في العراق وعن طريق العيون وصلت أخبار تحرك أحمد باشا للخان، فآثر الخان إكمال فتح ولاية بغداد، مفضلاً الرجوع إلى دار حكمه في بلاد اللور. وبالفعل دخل الخان بعد عدة أسابيع لبلاده فاتحاً بدون مقاومة، فنجح في إنقاذ بلاده من خراب كان محتم.

## تنازل الصفويين عن لورستان للباب العالي
ضعفت الدولة الصفوية في عهد علي مردان خان لدرجة أنها أصبحت تتنازل عن أقاليم كاملة لمنافسيها هذا الضعف كان لعدة أسباب، أهمها هو تعاقب عدة حكام ضعاف من العائلة الصفوية على حكم بلاد فارس، أما في عهد علي مردان خان فوصل الحكم إلى آخر حكام الصفويين (طهماسب الثاني)، وطهماسب الثاني (1704-1740م) هو أحد شاهات إيران الصفويين ومن آخرهم حكم ما بين عامي 1722م و1731م، كان خلفاً لاباه الشاه حسين الصفوي الذي تم إعدامه في أصفهان، ووصل الضعف في عهده لدرجة أنه تمت أزاحته عن الحكم على يد قائد جيشه نادر شاه وتم تعيين أبنه الطفل عباس الثالث بدلاً عنه عام 1732م إلى أن تم قتل كلاهما على يد أبن نادر شاه الأكبر رزق الميرزا في مدينة سبزوار في إيران.
اما قبل إزاحة طهماسب الثاني، فقد أجبر العثمانيين الشاه على التنازل على أقاليم كاملة، مستغلين ضعف الدولة الصفوية، فتنازل الشاه طهماسب مكرهاً عن كل مناطق وأقاليم غرب إيران بما فيها إقليم لورستان لحكومة الباب العالي رغم الجهود العسكرية الكبيرة التي بذلها علي مردان خان حتى يضمن تأمين بلاد اللور.

## استقلال علي مردان خان
لم يرق للوالي علي مردان خان تنازل الصفويين عن بلاد اللور للعثمانيين، وعارض هذا القرار بشدة، مما جعله يعلن استقلاله تماماً من أي كيان أو دولة بما فيها الدولة الصفوية والدولة العثمانية وقام بتوزيع عساكره المسلحين على قمم التلال والجبال المحيطة ببلاده، وحذر العثمانيين في العراق من محاولة وضع اليد على لرستان، وحدد لهم مقاطعة (هرسين) اللورية في الحدود العراقية الإيرانية كآخر منطقة لهم سلطة عليها أقصى شرق العراق وكان له ما أراد، فأنقذ الخان بمواقفه الحازمة بلاده مرتين من السقوط بيد العثمانيين.

## سقوط الصفويين وقيام الافشار

نادر شاه افشار، شاه الدولة الافشارية (8 مارس 1736 – 19 يونيو1747)

عام 1736م، أعلن نادر شاه نفسه شاهاً على بلاد فارس خلفاً للطفل عباس الثالث الذي قتل على يد ابن نادر شاه، كان الشاه نادر ذو سلطة قوية للغاية لدرجة أنه قام فيما بعد باسترداد كل الأقاليم التي فقدها الصفويون وتمكن من دحر الأفغان الهوتاك الذين اسقطوا الصفويين حتى دخل عاصمتهم (قندهار).
اما بالنسبة لبلاد اللور، فكان هذا يمثل تأثيراً إيجابيا، لأن الحكومة اللورية ستكون بذلك تابعة للشاه من جديد، فلذلك تكون تابعة عسكرياً للشاه، أي أن اعلان الحرب على لورستان في هذه الحالة يمثل إعلانا للحرب على كل فارس، باعتبار أن لورستان تابعة للشاه.
لذلك وكما هي العادة المتبعة منذ أيام الوالي الأول (الحسين خان الأول الأكبر)، فقد ترأس علي مردان خان بنفسه شخصياً وفداً وقابل الشاه الافشاري شمال لورستان قرب مدينة همدان، وقام بتقديم الهدايا (من سيوف وأحصنة وتحف ثمينة) للشاه معرباً عن تبعية حكومة الولاة للدولة الافشارية، وكذلك قام الشاه بإهداء الخان بعض الهدايا المناسبة وخلال ذلك طلب الشاه من الوالي علي مردان ان يقوم بتجنيد 3000 فرد من العساكر وضمهم لجيش بلاد فارس، وأن يقوم الوالي بالتكفل بالأرزاق الضرورية للجند حين مرورهم من لورستان وبروجرد فيما بعد، أنجز علي مردان خان ذلك في مدة 10 أيام فقط، فاستحسن الشاه لياقة الخان، وقام بالاعتراف به رسمياً كحاكم على لورستان وبروجرد كما عين محمد علي خان نائبا له.

## إغتيال الخان في ولاية سيواس
أراد نادر شاه ان يقوم بالتفاوض مع العثمانيين لتنظيم الحدود بين الدولة العثمانية والدولة الافشارية، ولذلك شكل الشاه سفارة وأرسلها لقصر الباب العالي للقيام بهذا الأمر، واختار حاكم لورستان علي مردان خان كرئيس لتلك السفارة، وذلك لخبرته الواسعة في المعالم الجغرافية للمناطق الحدودية وخرج علي مردان خان على رأس ذلك الوفد متجهاً للاستانة، إلا أنه في طريقه في ولاية سيواس العثمانية في الأناضول وافته المنية على أثر سم دسه له المغرضون في مائدته، فتوفي على أثره في سيواس في شهر صفر من العام 1151ھ (1739م). خلفه بالحكم أبن أخوه إسماعيل خان بمرسوم شاهاني صدر من الشاه نادر افشار.